# Nedžeftet
| M1 | f · R12 | t · t |

| M1 | f · R12 | t · t |

Nedžeftet byla možná egyptská královna z 6. dynastie. Byla manželkou Pepiho I. Je zmíněna v reliéfech objevených v blízkosti pyramidového komplexu Pepiho I. (poblíž pyramidového komplexu královny Inenek-Inti ).